# Rinodina athallina
Rinodina athallina är en lavart som beskrevs av Hugo Magnusson. Rinodina athallina ingår i släktet Rinodina och familjen Physciaceae.   Inga underarter finns listade i Catalogue of Life.